# Lasioglossum meneliki
Lasioglossum meneliki är en biart som först beskrevs av Heinrich Friese 1915.  Lasioglossum meneliki ingår i släktet smalbin, och familjen vägbin. Inga underarter finns listade i Catalogue of Life.